# Montemagno Monferrato
Montemagno Monferrato là một đô thị ở tỉnh Asti vùng Piedmont thuộc Ý, nằm ở vị trí cách khoảng 50 km về phía đông của Torino và khoảng 13 km về phía đông bắc của Asti. Tại thời điểm ngày 31 tháng 12 năm 2004, đô thị này có dân số 1.214 người và diện tích là 15,9 km².
Đô thị Montemagno có các frazioni (các đơn vị trực thuộc, chủ yếu là các làng) S.Stefano and S.Carlo.
Montemagno giáp các đô thị: Altavilla Monferrato, Casorzo, Castagnole Monferrato, Grana, Refrancore và Viarigi.